# Christian Kouan
 (novembre 2019).
Christian Kouan né le 20 décembre 1999 à Abidjan en Côte d'Ivoire, est un footballeur ivoirien. Il évolue au poste de milieu central à l'AC Pérouse.

## Biographie

### AC Pérouse
Natif d'Abidjan en Côte d'Ivoire, Christian Kouan débute en professionnel avec l'AC Pérouse, club qui évolue à ce moment-là en Serie B. Il joue son premier match le 20 janvier 2018 face au Virtus Entella, lors d'une rencontre de championnat de la saison 2017-2018. Il est titulaire lors de cette partie, et se fait remarquer en inscrivant son premier but en professionnel en ouvrant le score, son équipe l'emportant finalement sur le score de deux buts à zéro. Lors de la journée suivante, le 26 janvier, Kouan est à nouveau titulaire et inscrit son deuxième but, lors de la victoire de son équipe face au Pescara Calcio. Lors de cette première saison, il prend part à dix matchs et marque donc deux buts, tandis que Pérouse achève cet exercice à la huitième place du classement. 
Par la suite, Kouan devient un joueur de plus en plus important au sein de l'équipe première. Le 27 décembre 2018, il inscrit son premier doublé en Serie B, lors de la réception du Foggia Calcio (victoire 3-0).
Kouan devient un élément important de l'équipe au cours de l'année 2019. Toutefois une blessure au pied en octobre de cette année le tient éloigné des terrains pendant deux mois.
Le club est relégué à l'issue de la saison 2019-2020, Kouan reste cependant à Pérouse et découvre alors la Serie C lors de la saison 2020-2021. Il s'illustre dès la première journée en marquant un but, le 27 septembre 2020, contre l'AJ Flano (2-2 score final).